# Relations entre l'Azerbaïdjan et le Pakistan

Les relations entre l'Azerbaïdjan et le Pakistan se réfèrent aux relations bilatérales entre l'Azerbaïdjan et le Pakistan. Le Pakistan a une ambassade à Bakou et l'Azerbaïdjan a une ambassade à Islamabad. Les deux nations sont considérées comme des « partenaires stratégiques » et l'Azerbaïdjan et le Pakistan renforcent leur coopération en matière de sécurité dans tous les domaines des relations entre militaires et entre les agences de sécurité.
Les relations modernes entre les deux États ont été établies lorsque la république d'Azerbaïdjan est devenue indépendante à la suite de l'effondrement de l'URSS- le 9 juin 1992. Le Pakistan a été parmi les premiers pays à reconnaître l'Azerbaïdjan - le 12 décembre 1991. Le commerce et la coopération n'ont cessé de croître entre les deux nations, avec plusieurs sommets sur la façon d'améliorer le commerce entre les deux nations.

## Réunions officielles

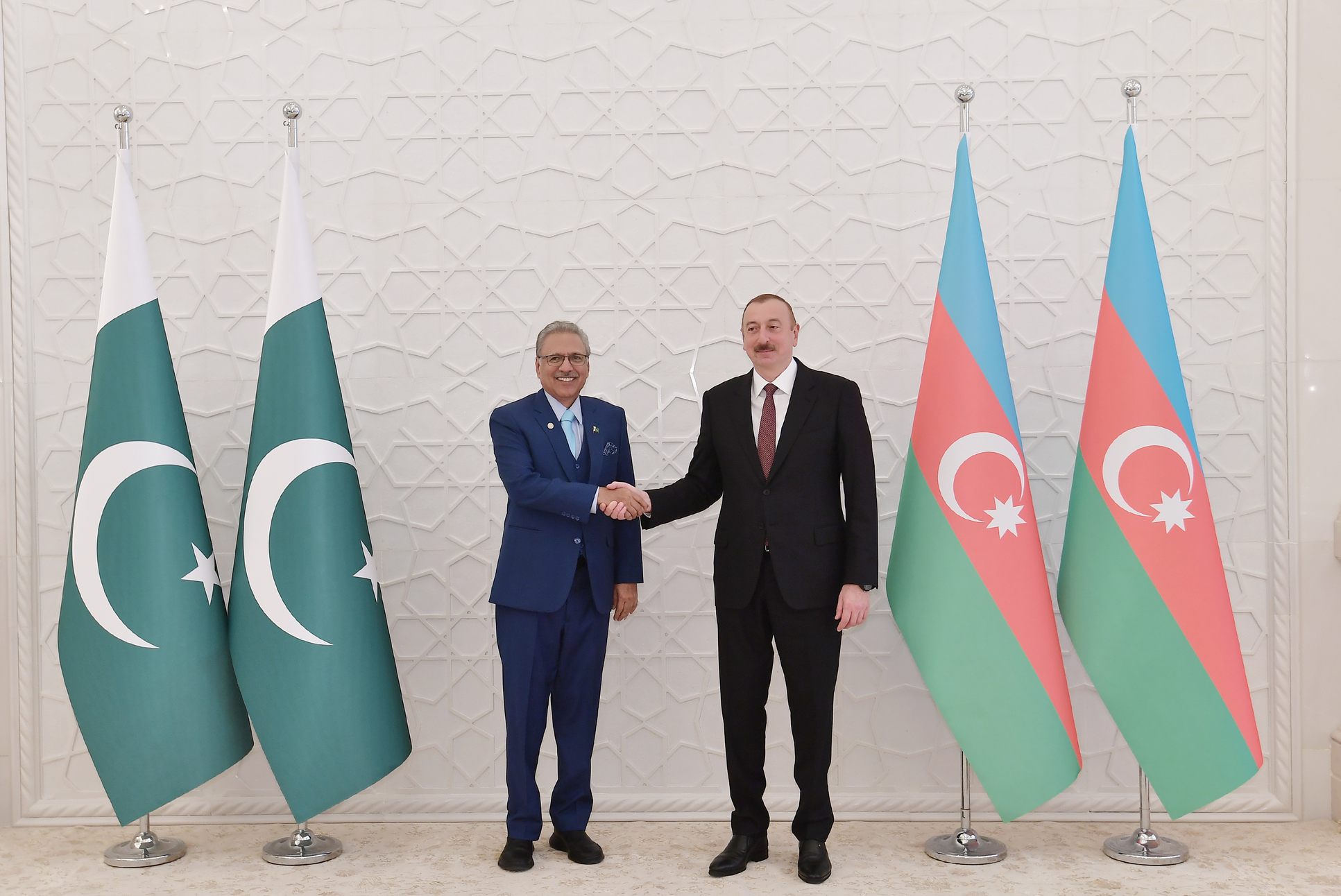
Rencontre entre le président pakistanais Arif Alvi et le président azerbaïdjanais Ilham Aliyev, en 2019.

Farooq Leghari est devenu le premier président du Pakistan à se rendre en Azerbaïdjan en 1995. Un an plus tard, Heydar Aliyev s'est rendu à Islamabad. Il y a eu plusieurs rencontres entre Heydar Aliyev et un Premier ministre pakistanais - Benazir Bhutto qui ont abouti à la signature de 9 accords, qui étaient diplomatiquement importants.
L'accord sur la défense et la coopération militaire entre les pays a été conclu en 2002. La même année, une autre rencontre entre le président Heydar Aliyev et Pervez Musharraf a eu lieu en 2002 à Istanbul lors du sommet de l'Organisation de coopération économique.
En septembre 2003, le Premier ministre azerbaïdjanais Ilham Aliyev a rencontré le président de la République islamique du Pakistan, Parviz Mucharraf. Tous deux ont discuté de questions internationales.
En été 2004, Parviz Mucharraf a effectué une visite officielle en Azerbaïdjan. En juillet 2003, le président pakistanais Parviz Mucharraf a visité la Fondation Heydar Aliyev à Bakou.
Au printemps 2005, le président Ilham Aliyev s'est rendu au Pakistan. Au cours de la visite de deux jours, les chefs ont discuté de la possibilité d'établir un partenariat. Six accords ont été signés dans les domaines de l'information et de la communication, des transports, de l'aviation, des relations culturelles, des finances et de l'éducation.
En mai 2006, le 9e sommet ECO s'est tenu à Bakou, auquel a également pris part le Premier ministre du Pakistan, Shaukat Aziz.
À l'été 2008, une délégation conduite par le président du Parlement de la République islamique du Pakistan, Muhammadmian Sumro, et la délégation du Comité permanent des relations étrangères du Sénat du Pakistan sous la présidence de Muchakhid Hussein Saidi s'est rendue à Bakou.

## Relations économiques
En automne 1995, les deux pays ont signé un accord de coopération dans le domaine du commerce et de l'économie et un protocole sur la création d'une commission mixte au niveau de l'État. Les réunions de la commission susmentionnée ont lieu tous les 2 ans dans les capitales des deux pays.
En 2005, une succursale de la Banque nationale du Pakistan a été ouverte à Bakou. 
Le XIIIe Sommet de l'Organisation de coopération économique (ECO) a eu lieu le 1er mars 2017 dans la capitale du Pakistan, la ville d'Islamabad. Le président de la République d'Azerbaïdjan - Ilham Aliyev a également assisté au sommet. Lors de la réunion, le Premier ministre de la République islamique du Pakistan - Mohammad Nawaz Charif et le président de l'Azerbaïdjan - Ilham Aliyev sont parvenus à un accord mutuel pour importer des produits du complexe militaro-industriel du Pakistan en Azerbaïdjan. Des questions liées à l'industrie de la défense et à l'économie ont également été discutées.
En novembre 2017, la Chambre de commerce et d'industrie pakistanaise de la ville de Karachi a annoncé la volonté des entrepreneurs de contribuer à une zone économique franche dans le village azerbaïdjanais d'Alyat. L'attention principale sera portée au développement du domaine pharmaceutique.
Depuis fin 2017, l'IRP négocie avec l'Azerbaïdjan en notant l'importance du corridor de transport "Nord-Sud" pour l'avenir. Ce couloir peut devenir un maillon du transport ferroviaire de l'Azerbaïdjan, de l'Iran et de la fédération de Russie.
Le chiffre d'affaires du commerce bilatéral moyen entre l'Azerbaïdjan et le Pakistan était de 7,3 millions d'USD au cours du deuxième semestre de 2018. Cependant, les deux États ont l'intention d'augmenter encore ce nombre au cours des cinq prochaines années sur la base des accords récemment signés. En raison de l'énorme capacité énergétique de l'Azerbaïdjan (pétrole et gaz), la partie pakistanaise en tant que pays importateur de pétrole considère l'Azerbaïdjan comme un partenaire commercial important. Pour réaliser une nouvelle augmentation du commerce, un groupe de travail spécial a été créé entre le Ministère de l’économie de l’Azerbaïdjan et le Ministère du commerce du Pakistan sur le développement de la coopération bilatérale en matière d’investissement. On estime qu'au cours de la dernière décennie, la partie pakistanaise a investi environ 4,2 millions d'USD dans l'économie azerbaïdjanaise. En outre, à l'avenir, le Pakistan pourrait prendre le dessus sur le marché intérieur azerbaïdjanais en exportant des articles de sport, l'industrie du cuir, des produits pharmaceutiques, de l'énergie et la production d'équipements agricoles légers.  Selon les statistiques, le chiffre d'affaires du commerce de janvier à juin 2018 s'est élevé à 5,82 millions f'USD. De plus, il y a environ plus de 250 entreprises réalisant des transactions d'une valeur de 4,2 millions de dollars entre l'Azerbaïdjan et le Pakistan. En 2018, le chiffre d'affaires total du commerce entre les pays mentionnés a été calculé 36 % de plus que les statistiques de l'année dernière.
Selon l'accord bilatéral entre les ministères de l'énergie du Pakistan et de l'Azerbaïdjan (daté de février 2017), l'Azerbaïdjan exportera le Pakistan vers le Pakistan le nombre de produits pétroliers et gaziers, y compris le mazout, l'essence, le diesel et le gaz naturel liquéfié (GNL). 
En 2017, le total des transactions entre ces deux pays était estimé à 7,34 millions de dollars (soit 26,55 % de plus par rapport à la même période de 2016). Selon le Comité national des douanes d'Azerbaïdjan, 5,7 millions de dollars sur le total ont été imputés aux importations de produits pakistanais par l'Azerbaïdjan.
Les statistiques du Comité national des douanes d'Azerbaïdjan indiquent que le chiffre d'affaires du commerce entre l'Azerbaïdjan et le Pakistan s'est élevé à 8,34 millions de dollars entre janvier et septembre en 2018. Par rapport à la même période de 2017, il y a eu une augmentation globale de 22,46 %. Dans ces transactions, la partie pakistanaise semblait avoir un excédent du compte courant tandis que l'Azerbaïdjan avait un déficit de cette manière.
Le gouvernement pakistanais a également conclu un accord avec l'Azerbaïdjan (le 20 juin 2016) qui vise à importer de l'Azerbaïdjan de l'électricité, des produits pétroliers bruts et raffinés, du gaz de pétrole liquéfié (GPL) et du gaz naturel liquéfié (GNL).

## Coopération militaire
Le Pakistan est l'un des propriétaires d'armes nucléaires et un État avec des taux de développement élevés de l'industrie militaire. En ce qui concerne les questions de coopération militaire entre l'Azerbaïdjan et le Pakistan, il est noté qu'il est possible de produire des armes à des fins communes, ainsi que de jeter les bases d'entreprises militaires. D'autre part, le Pakistan vise à renforcer ses relations avec l'Azerbaïdjan dans le domaine de l'énergie en raison du manque de ressources énergétiques. 
L'Azerbaïdjan a approché le Pakistan avec le souhait d'étendre la coopération dans les domaines de la production conjointe de produits de défense lors de la réunion du ministre pakistanais des Productions de défense avec le président de l'Azerbaïdjan.
En hiver 2014, lors de la cinquième réunion du groupe de travail sur la coopération militaire entre l'Azerbaïdjan et le Pakistan dans la ville d'Islamabad, les pays ont signé un accord de coopération militaire mutuelle.
Au cours de la dernière décennie, des experts militaires pakistanais ont formé une centaine d'unités militaires azerbaïdjanaises.
L'Azerbaïdjan est en pourparlers avec le Pakistan pour acheter un chasseur multirôle JF-17 Thunder.  En octobre 2016, le président Aliyev et le Premier ministre Charif ont confirmé leur intention de mener des exercices militaires conjoints.  En 2019-2020, la production de masse des chasseurs JF-17 Block 3 est prévue. L'Azerbaïdjan souhaite acheter des avions d'entraînement Super Mushshak.

## Relations culturelles
Les relations entre le Pakistan et l'Azerbaïdjan se développent également dans les domaines religieux et culturel. Il y a une branche spéciale de la langue pakistanaise - l'ourdou à l'université d'État de Bakou.
Au printemps 1996, la Déclaration commune sur le jumelage de la ville azerbaïdjanaise de Gandja avec la ville pakistanaise de Multan a été adoptée. En 2004, dans la ville d’Islamabad, en deux langues - anglais et ourdou, le livre "Sur les travaux de l’éminent penseur azerbaïdjanais Jalil Mammadguluzadeh" a été publié.
En 2007, un tremblement de terre s'est produit sur le territoire du Pakistan, en particulier dans la ville de Muzaffarabad. L'Azerbaïdjan, dirigé par Ilham Aliyev, a apporté une assistance au pays touché à hauteur d'un million et demi de dollars. À l'initiative du président de la Fondation Heydar Aliyev, dans la zone rurale de Rara, dans la ville de Muzaffarabad, la construction d'une école secondaire sur un modèle moderne a commencé. Son ouverture officielle a eu lieu en février 2008. 

## Ambassade
L'ambassadeur autorisé de la République islamique du Pakistan en Azerbaïdjan est Said Khan Mohmand, tandis que l'ambassadeur autorisé de la République d'Azerbaïdjan au Pakistan est Dachgin Chikarov.